# FA Cup 1903/1904
Třicátý třetí ročník FA Cupu (anglického poháru), který se konal od 12. září 1903 do 23. dubna 1904. Celkem turnaj hrálo 32 klubů.
Trofej získal klub Manchester City FC, který ve finále porazil Bolton Wanderers FC 1:0 a získal tak poprvé pohár.